# Efalizumab
Efalizumab (nom de spécialité Raptiva, Genentech, Merck Serono) est un médicament conçu pour traiter les maladies auto-immunes et initialement commercialisé pour traiter le psoriasis. Comme le suggère le suffixe -zumab, c'est un anticorps monoclonal recombinant humanisé (chimère homme-souris). Il était administré une fois par semaine par injection sous-cutanée.
Efalizumab cible l'antigène  CD 11a sous-unité du lymphocyte T. Il présente des propriétés immunosuppresseur par inhibition de l'activation des lymphocytes T et de leur migration depuis les vaisseaux sanguins vers les tissus. Efalizumab a été associée à des infections mortelles du type méningite fongique, bactérienne ou virale. On a également observé des leucoencéphalopathies multifocales progressives causées par la réactivation de la latence du virus JC. Il a été retiré du marché en 2009.
Les effets secondaires connus comprennent les bactéries septicémie, virale méningite, maladie fongique invasive et de leucoencéphalopathie multifocale progressive (LEMP), une infection causée par la réactivation de la latence du virus JC infection,. Quatre cas de LEMP ont été rapportés dans la plaque patients atteints de psoriasis, l'incidence est d'environ une personne sur 500 patients traités.